# Bruxelles-Ingooigem 1992
La Bruxelles-Ingooigem 1992, quarantacinquesima edizione della corsa, si svolse il 17 giugno su un percorso di 169 km. Fu vinta dal belga David Windels della squadra Collstrop-Garden Wood-Histor davanti ai connazionali Didier Priem e Patrick Evenepoel.

## Ordine d'arrivo (Top 10)
| Pos. | Corridore               | Squadra                                | Tempo    |
| ---- | ----------------------- | -------------------------------------- | -------- |
| 1    | David Windels           | Collstrop-Garden Wood-Histor           | 4h16'00" |
| 2    | Didier Priem            | Assur Carpets-Willy Naessens-Euroclean | s.t.     |
| 3    | Patrick Evenepoel       | Collstrop-Garden Wood-Histor           | a 6"     |
| 4    | Jean-Pierre Heynderickx | Collstrop-Garden Wood-Histor           | a 20"    |
| 5    | Klaus De Muynck         | Collstrop-Garden Wood-Histor           | s.t.     |
| 6    | Patrick Schoovaerts     | Assur Carpets-Willy Naessens-Euroclean |          |
| 7    | Greg Moens              | Motorola                               |          |
| 8    | Jan Wynants             | Collstrop-Garden Wood-Histor           |          |
| 9    | Corneille Daems         | Assur Carpets-Willy Naessens-Euroclean |          |
| 10   | Wim Lambrechts          |                                        |          |